# (2855) Bastian
(2855) Bastian (1931 TB2; 1962 WH1; 1971 BD; 1977 QV2) ist ein ungefähr neun Kilometer großer Asteroid des inneren Hauptgürtels, der am 10. Oktober 1931 vom deutschen (damals: Weimarer Republik) Astronomen Karl Wilhelm Reinmuth an der Landessternwarte Heidelberg-Königstuhl auf dem Westgipfel des Königstuhls bei Heidelberg (IAU-Code 024) entdeckt wurde.

## Benennung
(2855) Bastian wurde nach dem deutschen Astronomen Ulrich Bastian (* 1951) benannt, der am Astronomischen Rechen-Institut in Heidelberg arbeitet. Zusammen mit dem Astronomen Siegfried Röser, nach dem der Asteroid (2856) Röser benannt ist, erstellte er den Positions and Proper Motions-Sternkatalog.